# Heksafluororutenian pentafluoroksenonu
Heksafluororutenian pentafluoroksenonu, [XeF
5]+
[RuF
6]−
 – nieorganiczny związek chemiczny ksenonu i rutenu z fluorem otrzymany przez zespół Neila Bartletta w 1969 roku.

## Otrzymywanie
Po przeprowadzeniu kilku udanych syntez odpowiednich heksafluorków z ksenonem i otrzymaniu XePtF
6, XeRhF
6 i XeRuF
6 zastanawiano się nad metodami syntezy dalszych pochodnych tego typu. W podobnej reakcji udało się dokonać syntezy XeRhF
6 oraz [XeF]+
[RuF
6]−
. Okazało się jednak, że tą metodą można otrzymać pochodne tylko z nielicznymi metalami – pozostałe albo nie tworzą heksafluorków, albo ich potencjał utleniający jest zbyt niski. W wyniku bezpośredniej reakcji MeF
6 (Me – metal) udaje się otrzymać jedynie związki o budowie MeXeF
6 lub [XeF]+
[MeF
6]−
. Dlatego, korzystając z postępów w zakresie metod otrzymywania związków gazów szalachetnych, [XeF
5]+
[RuF
6]−
 otrzymano w wyniku reakcji heksafluorku ksenonu z fluorkiem rutenu(V) w roztworze pentafluorku bromu:
ZeF
6 + RuF
5 → [XeF
5]+
[RuF
6]−

## Właściwości
Temperatura topnienia heksafluororutenianu pentafluoroksenonu wynosi 152 °C i ma on postać ortogonalnych zielonych kryształów o gęstości 3,79 g/cm³.